# خليج هانغتشو

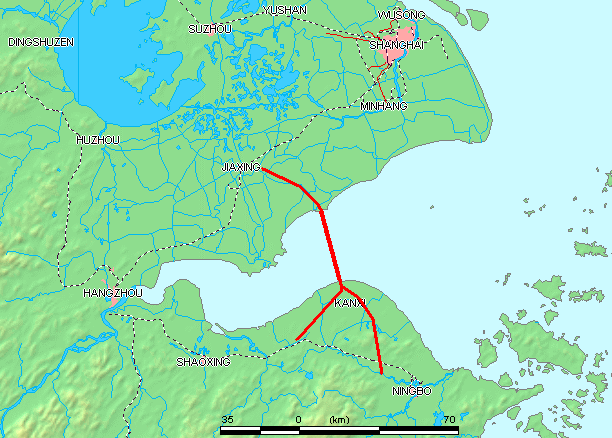
خريطة خليج هانغتشو مع جسر خليج هانغتشو الشهير.

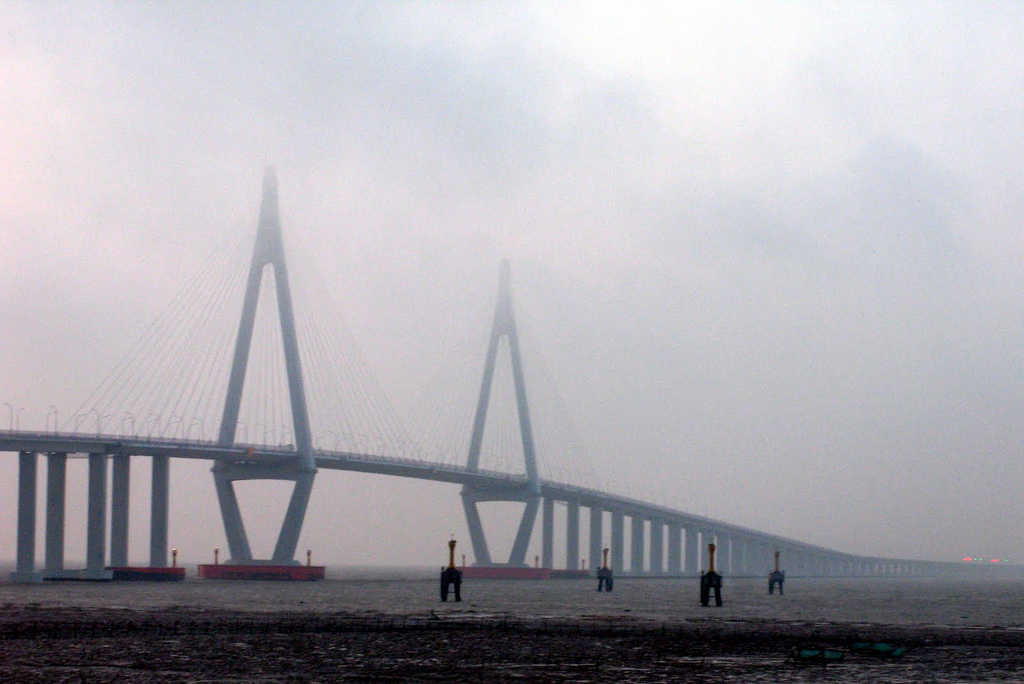
جسر خليج هانغتشو

خليج هانغتشو (بالصينية:杭州湾) (بالبينين:Hángzhōu Wān) ، هو خليج في بحر الصين الشرقي ، تحده مقاطعة جيجيانغ وبلدية شنغهاي . يتدفق نهر تشيانتانج في الخليج.
حدوده من جنوب شنغهاي ،حتى مدينة هانغتشو .في الخليج العديد من الجزر الصغيرة تسمى مجتمعة جزر جوشان .الخليج معروف بظاهرة الفورة المدية (بالصينية:大潮) المدهشة في العالم حيث يؤثر المد والجزر الحاصل في البحر على النهر.
يمر بالخليج جسر خليج هانغتشو ، الذي تم ربطه في 14 يونيو 2007 وافتتح في 1 مايو 2008. وهو ثاني أطول جسر في العالم ، فهو قلل المسافة بين شرق جيجيانغ وشانغهاي من 400 إلى 80 كيلومتر (250 إلى 50 ميل).
منطقة الخليج بأكملها ضحلة ، بعمق أقل من 15 متر.

## روابط خارجية
- Zhejiang.gov.cn نسخة محفوظة 29 نوفمبر 2006 على موقع واي باك مشين.